# Miguel Hidalgo (La Trinitaria)
Miguel Hidalgo és una localitat part del municipi de La Trinitaria de l'estat mexicà de Chiapas. El nom de la localitat ret homenatge a Miguel Hidalgo, heroi de la Independència de Mèxic i considerat Pare de la pàtria.

## Demografia
| Gráfica de evolución demográfica |
|                                  |

| Cens | Població |
| ---- | -------- |
| 1910 | 184      |
| 1921 | 250      |
| 1930 | 175      |
| 1940 | 365      |
| 1950 | 511      |
| 1960 | 784      |
| 1970 | 978      |
| 1980 | 1.260    |
| 1990 | 1.631    |
| 2000 | 1.893    |
| 2010 | 2.428    |
| 2020 | 2.473    |